# Ginza

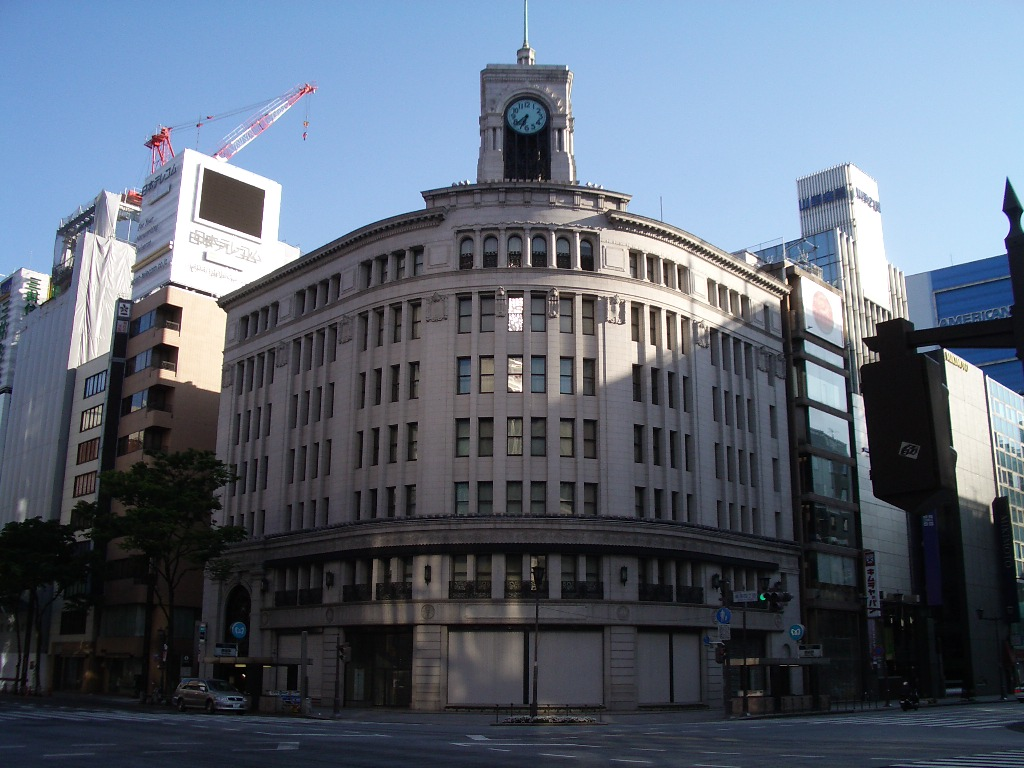
Wakowinkel in Ginza

Ginza (Japans: 銀座) is een district in Chūō in de Japanse hoofdstad Tokio. Ginza ligt ten zuiden van Yaesu en Kyobashi, ten westen van Tsukiji, ten oosten van Yūrakuchō en Uchisaiwaichō, en ten noorden van Shinbashi.
Ginza staat bekend als een van de luxere districten van Tokio en een van de meest luxe winkeldistricten ter wereld. Er zijn een groot aantal warenhuizen, boetieks, restaurants en koffiehuizen. Er bevinden zich bekende winkelketens, waaronder Abercrombie & Fitch, Chanel, Dior, Gucci, en Louis Vuitton. Behalve op het gebied van kleding zijn ook winkels op het gebied van elektronica hier vertegenwoordigd. Voorbeelden zijn de showroom van Sony en de Apple Retail Store.

## Geschiedenis
Ginza is vernoemd naar een munthuis dat in 1612 werd gesticht.
Het moderne Ginza kreeg zijn vorm vanaf 1872, toen na een verwoestende brand het district werd herbouwd met Gregoriaanse bakstenen gebouwen, ontworpen door de Ierse architect Thomas Waters. De meeste van deze typisch Europese gebouwen zijn inmiddels weer verdwenen, maar hier en daar staat er nog een. Bekend is bijvoorbeeld het Wako-gebouw.
Ginza telt als een prominente vestigingsplaats voor westerse winkels.

## Galerij

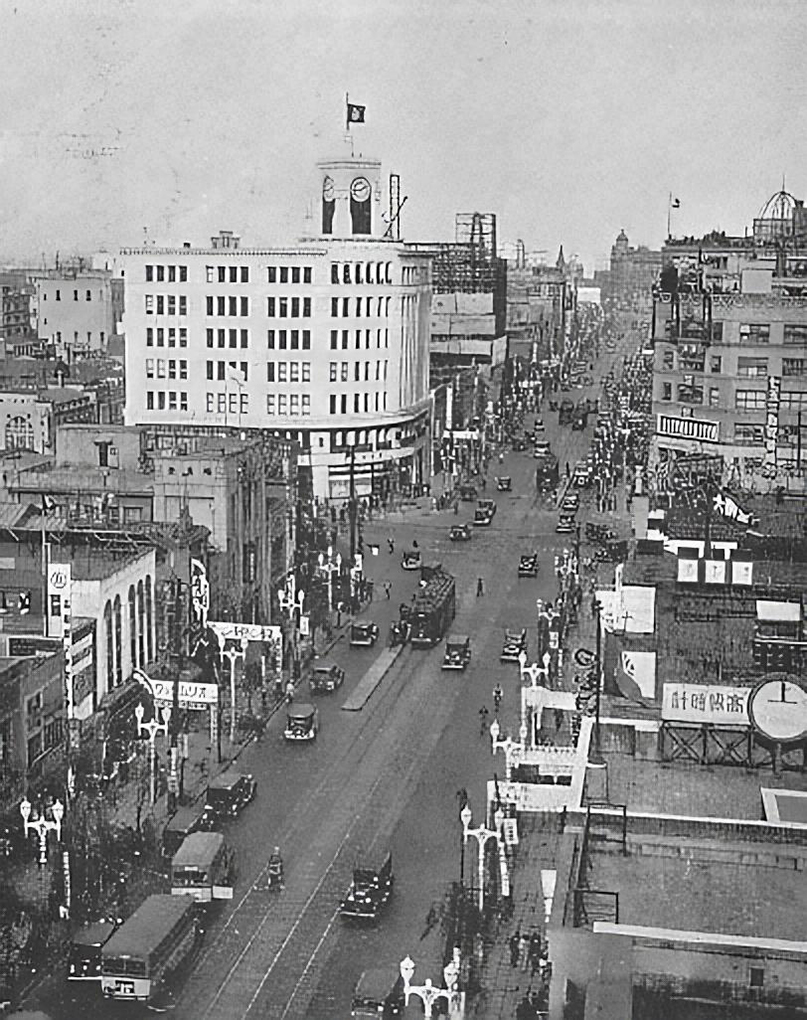
Ginza in 1933
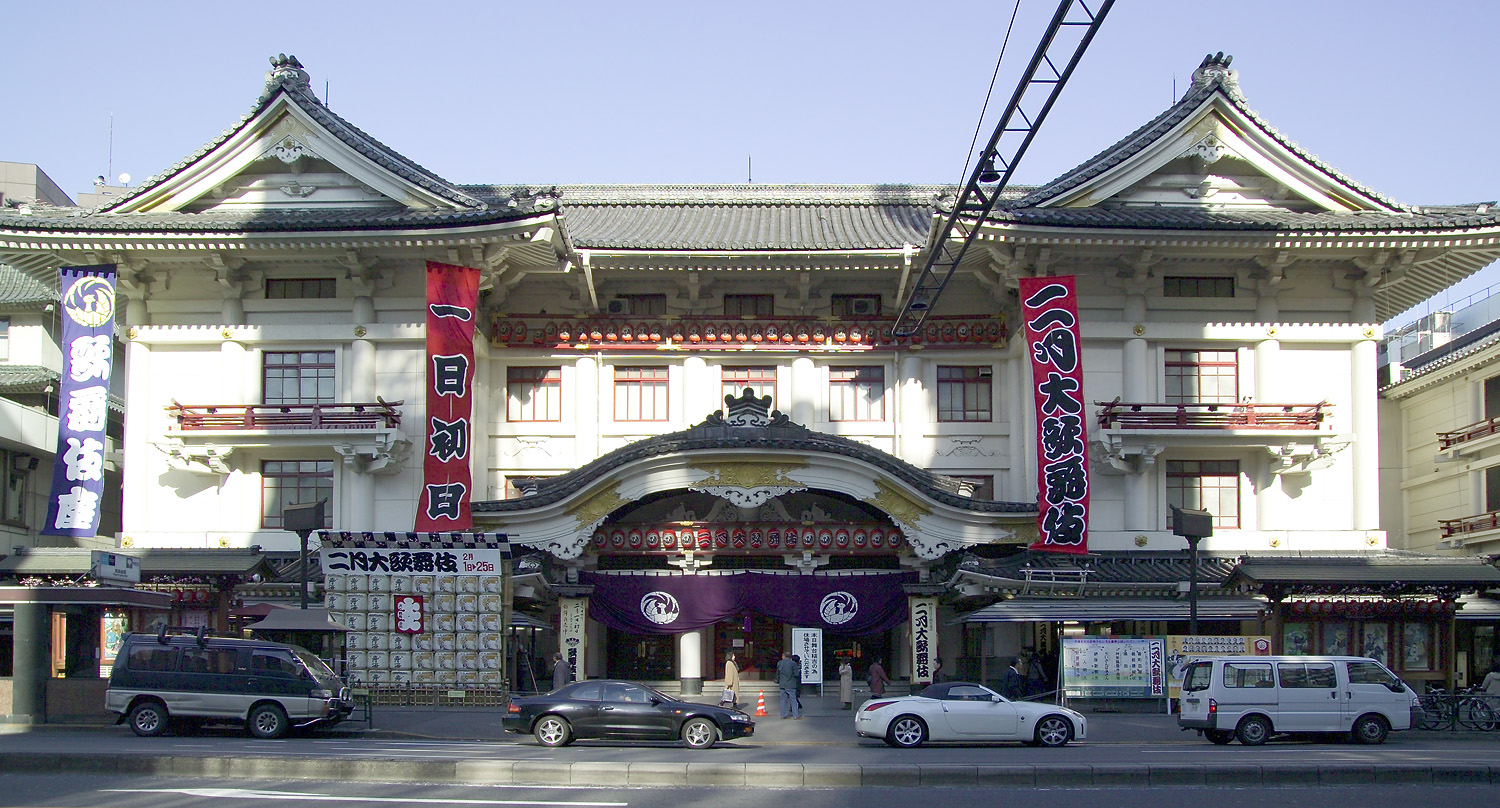
Kabukiza-theater
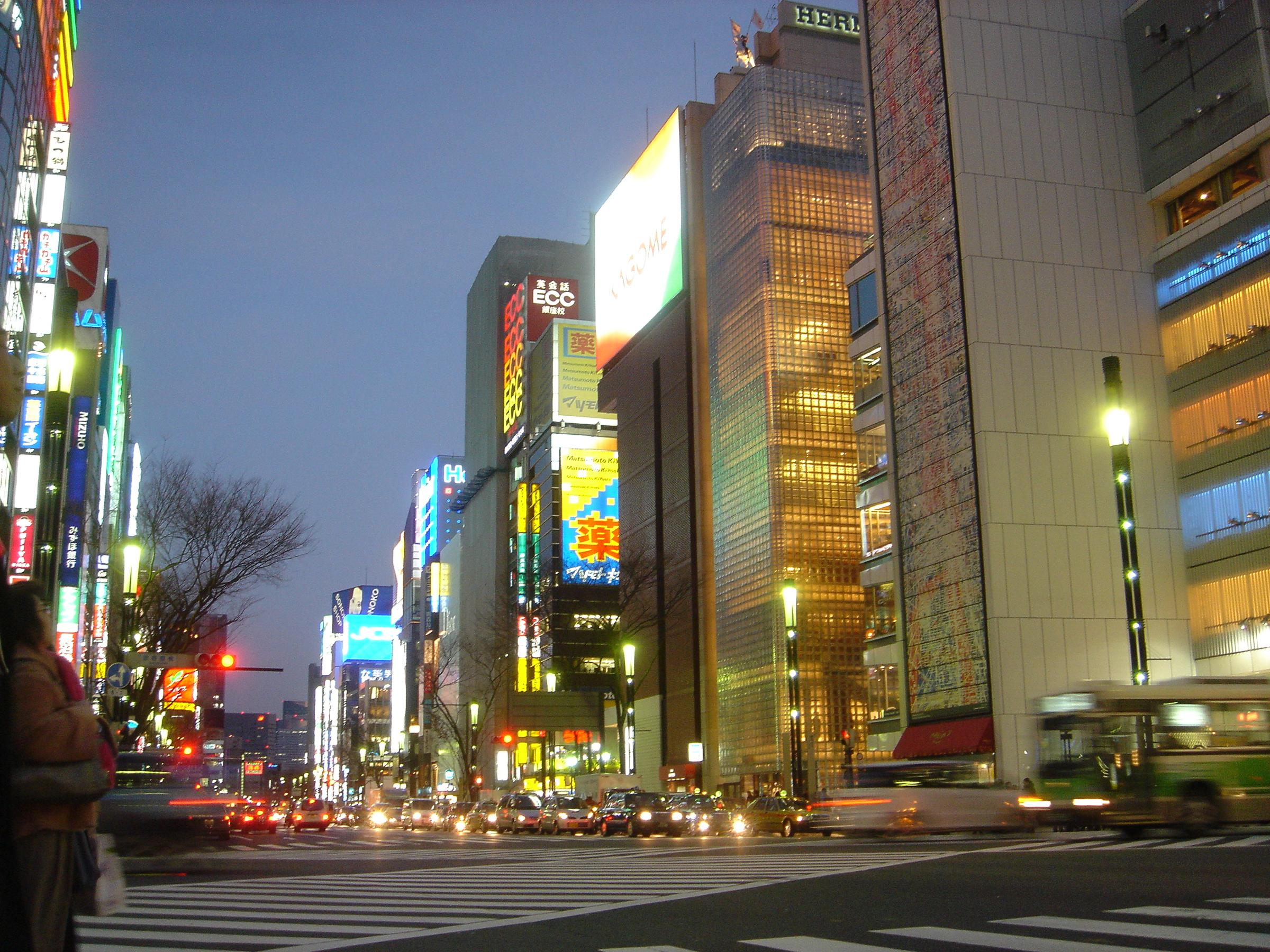
Sony Building en omliggende straat.
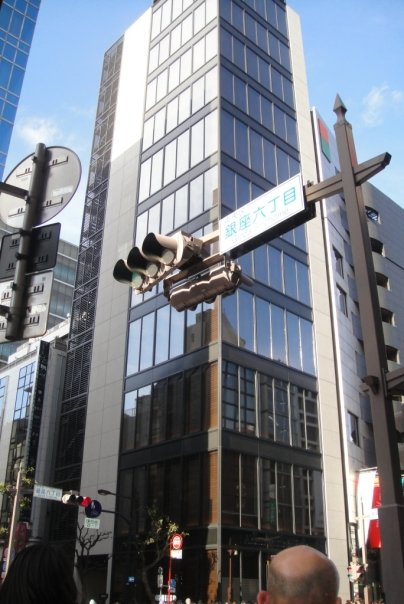
Abercrombie & Fitch-winkel